# Deczky Károly
Deczky Károly (Nagyvárad, 1848. február 6. – Nagyvárad, 1867. április 16.) magyar gimnáziumi tanuló és költő.

## Élete és munkássága
Deczky Károly 1848. február 6-án született az akkoriban Bihar vármegye területén elhelyezkedő Nagyvárad városában. Szülővárosában folytatta gimnáziumi tanulmányait. Csupán egy verseskötete jelent meg nyomtatásban a Deczky Károly hátrahagyott költeményei cím alatt. A 188 és 6 oldalból felépülő könyvet Nagyváradon jelentették meg 1868-ban, majd 1870-ben, Hügel Ottó nyomdájában. Ezen kívül több humorisztikus költeményt jelentetett meg Az Üstökös címmel Pesten megjelenő  „humoristico-belletrisztikus” hetilapnak a hasábjain. Ezeket a humoros cikkeket Tormaházy Satyr álnéven közölte le a folyóiratnál. Szintén Nagyváradon hunyt el 1867. április 16-án. Deczky Károly nagyon fiatalon, mindössze tizenkilenc éves korában vesztette életét. Szinnyei József (1830–1913) bibliográfus Magyar írók élete és munkái címet viselő életrajzi jellegű forrásmunkájában azt írja, hogy „túlfeszített buzgalma véget vetett beteges életének”.